# Guerra colla-inca
La Guerra colla-inca fue un conflicto entre el ejército inca y los collas, que terminó con victoria inca. Fue una de las primeras conquistas del emperador Pachacútec.
El curacazgo colla era una entidad política poderosa en el Collao y abarcaba un extenso territorio. Sin embargo, es probable que varios jefes, posiblemente semiautónomos, ejercieran el control en distintas zonas.
Este conflicto ocurrió después de la conquista de los Chancas y Soras y es parte de una disputa más amplia que se remontaba  al reinado de Huiracocha Inca. A pesar de la victoria inca, el dominio sobre la región no se consolidó de inmediato. Durante los reinados de Pachacútec y Tupac Yupanqui, los collas se rebelaron en varias ocasiones.
La conquista del señorío colla fortaleció el prestigio de los Incas y de Pachacútec en los Andes.

## Atribución de la conquista
Según algunos cronistas coloniales, entre ellos el Inca Garcilaso de la Vega, Felipe Guamán Poma de Ayala, y Antonio de la Calancha, la guerra colla-inca fue dirigida por el cuarto Sapa Inca del Cuzco, Mayta Cápac. La presencia de Mayta Cápac en el Collasuyu está atestiguada en documentos etnohistóricos. Sin embargo, los cronistas Pedro Cieza de León, Sarmiento de Gamboa y Diego Fernández de Palencia no mencionaron las supuestas intervenciones de Mayta Capac en la región del Collasuyu, aunque confirmaron su papel en la conquista de los Alcabizas del Cuzco.
Antonio de la Calancha y Felipe Guaman Poma de Ayala creían que Charcas y Potosí fueron conquistados por Mayta Cápac. Sin embargo, fuentes locales charcas señalaron a Pachacútec como conquistador de la región. Según los análisis etimológicos del historiador francés Pierre Duviols y del antropólogo holandés Reiner Tom Zuidema, la guerra Colla-Inca fue quizás un acontecimiento mítico. Según Martti Pärssinen, existe la posibilidad de que Mayta Cápac fuera cogobernante de Pachacútec.

## Conflictos anteriores
La presencia inca en la cuenca del lago Titicaca comenzó con el reinado de Huiracocha Inca, quien se había aliado con el señor lupaca, Cari, contra el curacazgo colla. Debido a esta alianza, los collas atacaron a los lupacas y Cari salió victorioso en una batalla en Paucarcolla. Como resultado, Viracocha y Cari firmaron una alianza.

## Desarrollo

### Primera versión
La mayoría de historiadores y fuentes de la época colonial coinciden en que Pachacutec fue el conquistador de la costa noroeste del lago Titicaca,y algunos creen que pasó más allá del río Desaguadero.
Los incas querían controlar las minas de oro y plata ubicadas en la parte oriental del curacazgo colla, y apropiarse de las tradiciones religiosas vinculadas a la Isla del Sol.
El Sapa Inca Pachacútec decidió conquistar el Collao, porque acorde a Pedro Sarmiento de Gamboa, jamás hubiera iniciado otras expediciones sin acabar con la amenaza de un posible ataque colla. Es posible que el poderío incaico fuera tal que pudiera lanzar esta expedición con otra simultánea contra los chancas en Vilcas y Jauja. Un ejército cuzqueño al mando de Apu Conde Maita acampó en Lurucache, frontera entre ambos reinos. Pronto, el monarca se les unió con refuerzos. Enterado, el rey colla Chuchi Cápac o Colla Cápac, movilizó sus fuerzas hasta el pueblo de Ayaviri. Chuchi Cápac era muy poderoso, dominaba Arequipa, Atacama y Mojos y su capital era Jatun Colla o Hatun Colla. Su ejército llegaba, acorde al cronista, a 200 000 guerreros. El curaca no aceptó el ofrecimiento de sumisión voluntaria al Inca, desatándose una gran batalla. Los collas debieron retirarse y se dio un nuevo combate en Pucará, capturando al líder enemigo y dispersando su ejército. Más de 100 000 hombres murieron por ambos bandos. Los prisioneros nobles fueron bien tratados y juraron lealtad al Inca. Después siguió a Hatun Colla, ahí permaneció hasta que todos los pueblos vasallos de los collas se rindieron. A continuación, siguió por toda la costa del lago Titicaca, sometiendo una por una las localidades, fue entonces cuando quizás visitó Tiahuanaco. Siguió a Arequipa y Camaná y regresó al Cuzco. El Inca se había vuelto famoso y licenció a la mayoría de sus soldados, dedicándose a la construcción de obras públicas. Según Martti Pärssinen, esta campaña tenía como objetivo la conquista de territorios ubicados más allá del río Desaguadero, mientras que John Howland Rowe cree que Pachacutec se detuvo en este río.
Según Elizabeth Arkush, que realizó excavaciones en el territorio de los collas, la existencia de los "reinos aymaras" está en duda. Según ella, es probable que el señorío Colla estuviera políticamente fragmentado en varias fortalezas, llamadas pukaras.

### Segunda versión
Según el Inca Garcilaso de la Vega y Juan Anello Oliva, fue el cuarto gobernante del Cuzco, Mayta Cápac, quien emprendió la conquista de los collas. Sin embargo, esta primera guerra se considera, por la mayoría de historiadores, mítica, a menos que Mayta Capac co-reinara con Pachacútec. El cronista indígena Guaman Poma de Ayala estimó que Mayta Cápac conquistó, más lejos, los territorios de Charcas y Potosí, pero fuentes locales testimonian que esta región también fue conquistada por Pachacútec.
Después de su entronización, el Sapa Inca Mayta Cápac se decidió a conquistar hacia el sur, llegando al Titicaca, por el crecimiento demográfico de los cuzqueños, que necesitaban más tierras. El monarca reclutó un ejército y conquistó las provincias de Llaricasa, Sancavan y Pacasa. Por el Umasuyo (junto con el Urcosuyo una de las partes del Collasuyo, el límite entre ambas era impreciso pero estaba en el Titicaca) se acercó a un pueblo llamado Huaychu, (también llamado Huaichu o Huychu) antes de llegar, le salieron a detenerlo los habitantes a orillas de un río cercano del mismo nombre. El Sapa Inca envió varios mensajeros para negociar el sometimiento de los collas pero nunca fueron recibidos. Grupos de collas cruzaron el río esos días de espera y atacaron las posiciones cuzqueñas, siendo rechazados. El monarca quería someterlos pacíficamente, así que contuvo a sus tropas, deseosas de batalla pero acabó por hartarse de la situación.
Los cuzqueños salieron a dar batalla campal y los collas respondieron de igual forma. Ambas fuerzas chocaron en un feroz combate cuerpo a cuerpo que duró todo el día, pero al final la disciplina incaica se impuso. El Sapa Inca destacó combatiendo y dando ánimos a sus hombres.
Al llegar la noche, ambas partes volvieron a sus hogares. Los collas habían perdido miles de hombres y los sobrevivientes estaban cansados, desmoralizados y sin mando. Los capitanes collas fueron a entregarse descalzos y con sus manos atadas, se arrodillaron ante el rey y solicitaron ser ejecutados pues consideraban que no podían pedir piedad tras rechazar la paz. El Sapa Inca mando a sus oficiales liberarlos y prometió no causarles mal mientras fueran súbditos leales suyos. Pasada la gran victoria, todos los pueblos entre Huaychu y Callamarca depusieron las armas. Desde este último punto, Mayta Cápac continuó por Caracollo, la laguna de Paria y el valle de Chuqui Apu sin luchar y después volvió a Cuzco.

## Consecuencias
La victoria de los incas tuvo como consecuencia directa la consolidación del poder inca y el aumento del prestigio de Pachacútec. La entidad colla era, antes de la conquista inca, tan poderosa como la de los incas y dominaba el Altiplano antes de la llegada de estos últimos.Sin embargo, el poder inca aún no estaba consolidado en la región durante los reinados de Pachacútec y su hijo Tupac Yupanqui; En este momento, estalló una gran revuelta liderada por Coaquiri en ausencia del emperador, quien estaba ocupado en el Antisuyu (región). La Rebelión del Collao fue "uno de los muchos problemas graves que periódicamente amenazaban al imperio".
Según Thérèse Bouysse-Cassagne, los incas se apropiaron de las tradiciones culturales colla, herederas de Tiwanaku, vinculadas a la Isla del Sol y al culto a las minas, al reivindicar el lago Titicaca como su lugar de origen.